# Tóth Márton (vízilabdázó)
Tóth Márton (Budapest, 1985. szeptember 28. –) magyar válogatott vízilabdázó.

## Pályafutása
A KSI-ben kezdte a vízilabdát 1994-ben. 2002-ben tagja volt a Bariban Európa-bajnoki ezüstérmet szerzett junior, illetve a 2003-ban Isztambulban világbajnoki ezüstérmet szerzett ifjúsági válogatottnak is. 2004-ben igazolt az Euroliga-győztes Domino-BHSE-hez. 2005-ben magyar bajnokként lett az év junior játékosa, majd 2006-ban újabb bajnoki címet szerzett.
2006 nyarán a TEVA-VasasPlaket csapatához igazolt, akikkel 2007-ben, 2008-ban és 2009-ben magyar bajnok lett. A 2009–10-es szezonban a Ferencvároshoz szerződött. 2010-ben bemutatkozott a Kemény Dénes irányította magyar válogatottban, majd egy idényt követően visszatért korábbi egyesületéhez a Honvédhoz. A piros-fehér alakulattal megszerezte első Magyar Kupa-trófeáját, a bajnokságban azonban lecsúszott a dobogóról.
2012 májusában elhagyta az anyagi problémákkal küzdő Honvédot, és három szezon után visszatért a Vasashoz. Mivel az angyalföldi alakulat váratlanul elvesztette egyik legjelentősebb szponzorát, Tóth Nápolyba, a Posillipóhoz igazolt, ahonnan 2013-ban távozott. A 2013-2014-es szezonra a Szeged játékosa lett. 2014-től a Szolnoki VSC-ben szerepel.

## Eredményei
Hazai

- Magyar bajnokság (OB I)
  - Bajnok (6): 2005, 2006, 2007, 2008, 2009, 2015
  - ezüstérmes: 2019, 2021
  - bronzérmes: 2014
- Magyar Kupa
  - Győztes (1): 2010 – Groupama Honvéd
  - Ezüstérmes (3): 2006, 2008 – TEVA-VasasPlaket, 2011 – Groupama Honvéd
- Szuperkupa
  - Győztes (2): 2005 – Domino-BHSE, 2007 – TEVA-VasasPlaket

Nemzetközi
- Euroliga
  - Ezüstérmes (1): 2005 – Domino-BHSE
  - Bronzérmes (1): 2008 – TEVA-VasasPlaket
- LEN-Európa-kupa
  - második (1): 2021[3]

Válogatott
- Junior Európa-bajnoki ezüstérmes (Bari, 2002)
- Junior Európa-bajnoki bronzérmes (Málta, 2004)
- Ifjúsági Európa-bajnoki ezüstérmes (Isztambul, 2003)
- Volvo-kupa-győztes (Hódmezővásárhely, 2010)
- Universiade bronzérmes (Bangkok, 2007)
- 2014-es férfi vízilabda-Európa-bajnokság, ezüstérmes (Budapest)

## Díjai, elismerései
- Az év magyar junior játékosa (2005)